# Daszawa (gmina)
Daszawa – dawna gmina wiejska w powiecie stryjskim województwa stanisławowskiego II Rzeczypospolitej. Siedzibą gminy była Daszawa.
Gminę utworzono 1 sierpnia 1934 r. w ramach reformy na podstawie ustawy scaleniowej z dotychczasowych gmin wiejskich: Chodowice, Daszawa, Gelsendorf, Komarów, Łotatniki, Oleksice, Podhorce, Stryhańce, Tatarsko, Wierczany i Juseptycze.
Po II wojnie światowej obszar gminy znalazł się w ZSRR.